# گونل نومن
گونل نومن (زاده ۱۹ سپتامبر ۱۹۰۹ – درگذشته ۷ اکتبر ۱۹۴۸) یک هنرمند فنلاندی شیشه و فلز و یکی از بنیانگذاران طراحی مدرن شیشه بود. او همچنین طرفدار ظروف شیشه ای تولید انبوه اولیه بود. ظروف شیشه ای وی در موزه‌های بین‌المللی به نمایش گذاشته می‌شود.
او در سال ۱۹۰۹ در تورکو به دنیا آمد و در سال ۱۹۲۲ خانواده اش به هلسینکی نقل مکان کردند. او در سال ۱۹۳۶ با گونار نومن ازدواج کرد.
نومن در رشته طراحی مبلمان از مدرسه هنرها، طراحی و معماری دانشگاه آلتو دانش‌آموخته شد و در ابتدا به سبک کارکردگرا کار کرد.
در دوران پس از جنگ، او به ظروف شیشه‌ای روی آورد و با کارخانه‌های شیشه‌گری مختلف از جمله ایتالا همکاری کرد.
کارهای او دارای خطوط ارگانیک است و بر ویژگی‌های خود شیشه تمرکز دارد.